# Robert D. Ray
Pour les articles homonymes, voir Ray.
Robert Dolph Ray, né le 26 septembre 1928 à Des Moines et mort le 8 juillet 2018 dans la même ville, est un homme politique américain.
Membre du Parti républicain, il est gouverneur de l'Iowa du 16 janvier 1969 au 14 janvier 1983. Il est maire par intérim de Des Moines en 1997.